# ビョルン・アンドレセン
ビョルン・ヨーハン・アンドレセン（Björn Johan Andrésen、1955年1月26日 - ）は、
スウェーデンの俳優、歌手。ストックホルム出身。
ルキノ・ヴィスコンティ監督の映画作品『ベニスに死す』（1971年）の美少年タジオ役で広く知られている。

## 略歴
デンマークで育った母親は、ヨーロッパを転々としながら過ごすボヘミアンであったという。パリの芸術家のコミュニティに入り浸っていたが、生まれる前に死亡したとされる実の父親は不明である。10歳の時、夫に捨てられ不安定になっていた母が自殺し、祖母に育てられた。ストックホルムの音楽学校でクラシックを学んだが、好みはビートルズなどのロック。友人達と13歳の頃からバンドを組み、あちこちで演奏していた。
美容師であった祖母の執拗な勧め で子役としての活動を始め、1969年にストックホルム郊外で撮影された青春映画『純愛日記』（1970年）に端役で出演したのがスクリーンデビューである。なお『純愛日記』は、1971年の日本初公開時にオリジナルから約20分カットされた状態で上映されたが、2008年4月26日に完全版が『スウェーディッシュ・ラブ・ストーリー』の邦題で上映された。
1970年、ヴィスコンティが『ベニスに死す』の映画化の為に、主人公の作曲家を虜にする少年タジオ役を求めてヨーロッパ中を探していた。当時、友人とバンドを組んで歌っていたアンドレセンがヴィスコンティの目に止まり、数多くの候補者の中から選ばれた。
ヴィスコンティは、数千人の候補者をリストアップし、最終的にはアンドレセンに決定したが、イタリアの公共放送RAIの依頼で、この模様を収めた30分の特別番組『タジオを求めて』を監督している。
1971年8月、映画のキャンペーンと明治製菓「エクセル」のCM撮影、CMソング のレコーディングのため、同年末～1972年初頭の2度来日している。日本でのキャリアを構築することは祖母の強い勧めだった。来日の際には熱狂的な歓迎を受け、追っかけの少女に髪を切られるなどしたという。
アンドレセンの素顔は、ごく平凡な北欧の健康的な少年であった。映画の成功で、一躍アイドルになった彼のもとには、数多くの映画出演話が舞い込み、撮影準備のためにパリで一年暮らしたこともあったが、結局出演は実現しなかった。もともと音楽に興味があったため、その後は学園生活に復帰し、音楽活動をしていたらしい（『ヴィスコンティのスター群像』より抜粋）。 また、映画のイメージと実像を混同されることが多々あった。好奇の目で見られ続けることに耐えかね、ストックホルムを離れ、一年間、デンマークのコペンハーゲンで生活したこともあった。一時、死亡説が流れたこともあったが、1977年、スウェーデン映画に主演し、復帰。
1983年に結婚。劇団を運営しつつ、ストックホルムで暮らす。その後、娘（ロビン）が生まれるが、結婚前に生まれた長男を乳幼児突然死症候群で亡くし、一旦別れている。その後復縁し、2013年現在は妻・娘と共に音楽教師としてストックホルムで暮らしている。
2019年には世界的に話題となったホラー映画『ミッドサマー』に老人役で出演し、カムバックを印象付けた。
2021年のサンダンス映画祭でビョルンの人生を描いたドキュメンタリー『世界で一番美しい少年（The Most Beautiful Boy in the World）』が発表された。この作品で、ヴィスコンティ監督や祖母、大人たちに性的搾取されてきたことを告発。それによると、ヴィスコンティは『ベニスに死す』の撮影から1年後、16歳になったアンドレセンをこき下ろした。そして、自らが所属するパリのゲイ・コミュニティへ帯同させる。その後、祖母と結託したエージェントは、ヴィスコンティから見放された彼を日本へ連れて行き、CMやレコード発売などを行った。連日のハードスケジュールをこなすため、薬物を飲ませることもあったという。アンドレセンは母国への帰国後、バンド活動や脇役俳優を務めていた。しかし2003年、アンドレセンが肖像権を有するタジオ役の写真が、ジャーメイン・グリアの著書『ビューティフル・ボーイ』の表紙に無許可で使用されていたことが発覚。それが要因となり、性的搾取のトラウマからデンマークに逃亡。2016年の『The Lost One』では、ホームレスの男性役で主演を務めた。同時期、ドキュメンタリーの監督から連絡を受けたが、人間不信に陥っていたため、撮影承諾までに3年を要している。

## 主な出演作品

### 映画
- 純愛日記 En kärlekshistoria (1970) ※日本再公開時の邦題は『スウェーディッシュ・ラブ・ストーリー』
- ベニスに死す Morte a Venezia (1971)
- 絶壁 Bluff Stop (1977)
- 安易な殺人者 Den enfaldige mördaren (1982)
- マザーズ Shelley (2016)
- ミッドサマー Midsommar (2019)
- 世界で一番美しい少年 The Most Beautiful Boy in the World（ドキュメンタリー）（2021）

### テレビ
- タジオを求めて Alla ricerca di Tadzio (1970) ※テレビドキュメンタリー
- 20世紀の巨匠 ルキノ・ヴィスコンティ ※ドキュメンタリー

## 音楽作品

### シングル
| 発売日    | 規格      | 規格品番   | 面        | タイトル                          | 作詞                    | 作曲      | 編曲      |
| CBSソニー | CBSソニー | CBSソニー  | CBSソニー | CBSソニー                         | CBSソニー               | CBSソニー | CBSソニー |
| --------- | --------- | ---------- | --------- | --------------------------------- | ----------------------- | --------- | --------- |
| 1971年    | EP        | SOLY-5     | A         | 愛するために / To Love            | 山上路夫                | 川口真    | 川口真    |
| 1971年    | EP        | SOLY-5     | B         | 哀しみの森 / Forest Of Sorrow     | 山上路夫                | 川口真    | 川口真    |
| 1971年    | EP        | SOLY-87002 | A         | 永遠にふたり / You And I, Forever | 阿久悠                  | 川口真    | 川口真    |
| 1971年    | EP        | SOLY-87002 | B         | 愛はここに / Love Is Here         | 阿久悠 英詩：パトリック | 川口真    | 川口真    |